# Шахта № 17-17бис

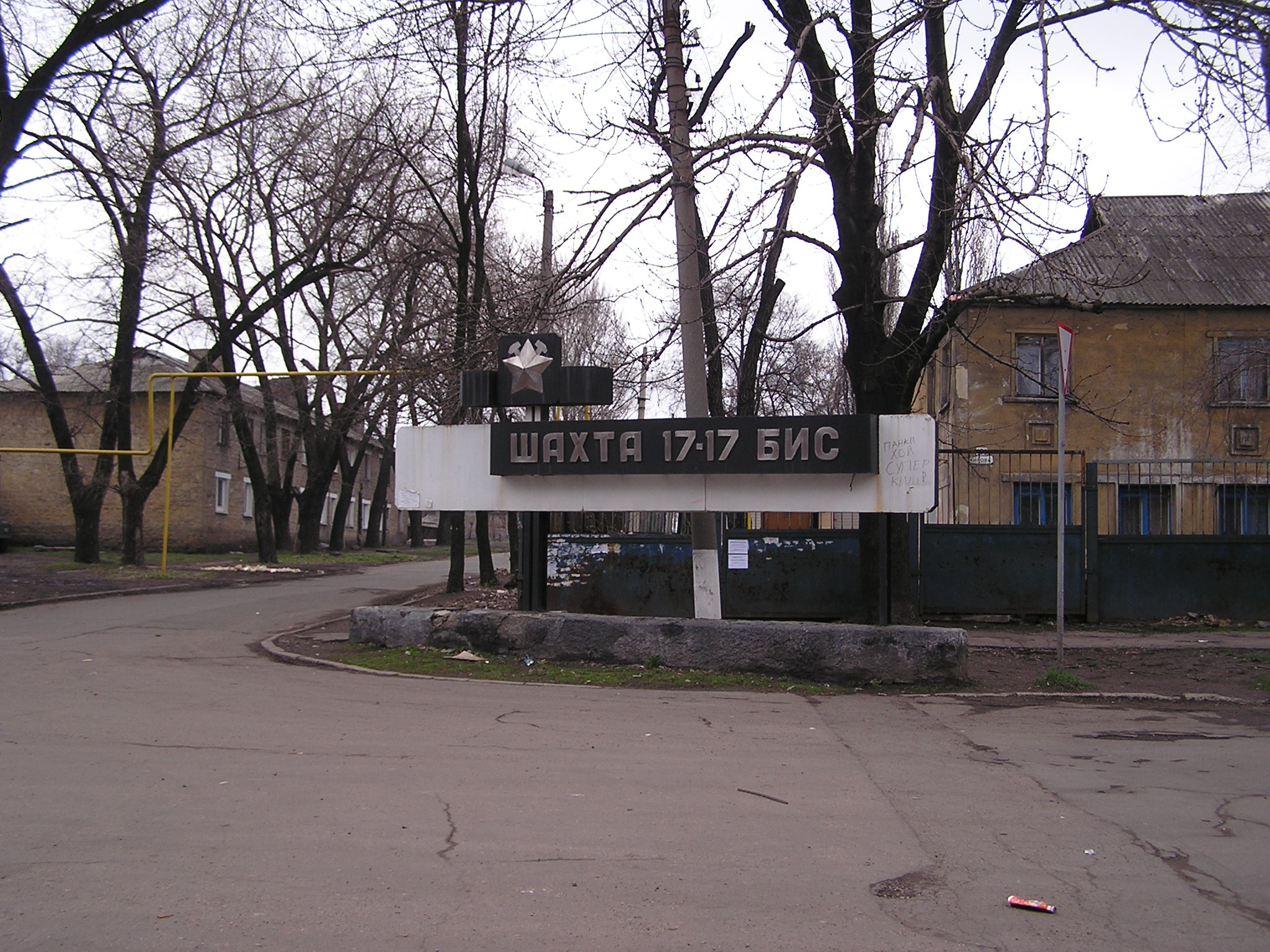
Указатель

Шахта № 17-17бис, угледобывающее предприятие (город Донецк, Украина). Добыча угля в 2001 году составляла 57,24 тысяч тонн. Ранее входила в трест «Донецкуголь».
Рутченковская № 17-17-бис — одна из первых крупнейших шахт Донецка и Донбасса. Построена в 1927—1932 годах и была рассчитана на более 500 тысяч тонн угля в год. На момент строительства имела высокий для того времени уровень механизации технологических процессов. В застройке появился новый для шахт того времени тип зданий — административно-бытовой комбинат для обслуживания рабочих.
Однако при постройке шахты остались недостатки из-за применения обычных клетьевых подъёмов, сохранились громоздкие устройства самокатной откатки и сложная конфигурация зданий и сооружений, которые неорганизованно расположены на территории шахты.
Размеры шахтного поля по простиранию — 5700 м, по падению 4700 м. Угли, добываемые шахтой, являются коксующимися и используются в основном в коксовой промышленности. Электроэнергией шахта снабжается
через высоковольтные кабели системы «Донбассэлектроэнерго». Водоснабжение ведётся через канал Северский Донецк-Донбасс.
На шахте принят 4-сменный режим работы: 3 добычных и 1 ремонтно-подготовительная.
На основе плана шахты были построены другие шахты — Будённовская № 6 (1931 год), Евдокиевка № 16/17 (1932 год) и другие.